# لويد هندريك
لويد هندريك هو محامي وسياسي أمريكي، ولد في 30 أكتوبر 1908 في مقاطعة نتشتوشس في الولايات المتحدة، وتوفي في 25 أبريل 1951 في باتون روج في الولايات المتحدة. نشط حزبياً في الحزب الديمقراطي. وقد انتخب عضو مجلس ولاية لويزيانا ‏.